# Unternehmen Margarethe
Unternehmen Margarethe war der Deckname einer deutschen Militäroperation zur Besetzung Ungarns während des Zweiten Weltkriegs, die am 19. März 1944 durchgeführt wurde. Ein geplantes „Unternehmen Margarethe II“ zur Besetzung Rumäniens fand dagegen nicht statt.

## Besetzung Ungarns
Im Jahr 1943 hatten die Alliierten endgültig die strategische Oberhand im Krieg gegen die Achsenmächte gewonnen. Umso mehr reduzierten sich die Aussichten auf einen erfolgreichen Ausgang des Krieges für die Verbündeten des Deutschen Reichs, Königreich Italien, Ungarn, Rumänien und Finnland, die mehr und mehr von ihrer Verbindung mit Hitler abrückten. Diese Entwicklung erreichte mit dem Ausscheiden des wichtigsten Verbündeten Italien durch den Waffenstillstand von Cassibile im September 1943 ihren ersten Höhepunkt.
Auch die ungarische Regierung Kállay hatte schon einige Zeit geheime Sondierungen über einen Waffenstillstand mit den westlichen Alliierten geführt, was den deutschen Nachrichtendiensten nicht verborgen blieb. Man vermutete auf deutscher Seite, dass sowohl Ungarn als auch Rumänien bald dem Beispiel Italiens folgen würden, möglicherweise im Zusammenhang mit einer alliierten Landung auf der Balkanhalbinsel.
Edmund Veesenmayer, der sich im Geheimauftrag von Reichsaußenminister Ribbentrop 1943 mehrfach in Ungarn aufhielt, um die dortige politische Lage zu erkunden, bezeichnete in seinen Berichten wiederholt das ungarische Judentum als Hauptproblem, das für den „Defätismus“ in der ungarischen Gesellschaft verantwortlich sei, und folgerte:

„Das Reich […] kämpft heute seinen Existenzkampf und ich kann mir nicht vorstellen, daß es sich mit zunehmender Härte des Krieges auf die Dauer den Luxus leisten kann, ein solches Zentrum der Sabotage unberührt zu lassen. Es eröffnet sich hier für die Politik des Reiches eine dankbare und zwingende Aufgabe, indem sie dieses Problem [i.e. die Juden] anpackt und einer Bereinigung zuführt.“

Zudem müsse die bisherige Regierung gegen eine willfährige ausgetauscht werden, unter Belassung von Reichsverweser Miklós Horthy als Staatsoberhaupt. Die neue ungarische Führung sollte zu bloßen Befehlsempfängern ihrer deutschen Verbündeten herabsinken. Als geeigneten Regierungschef schlug Veesenmayer Béla Imrédy vor.
Der Wehrmachtführungsstab im Oberkommando der Wehrmacht hatte schon im September 1943 einen Entwurf für das geplante Unternehmen fertig und hielt hierfür Truppenverbände in Bereitschaft. Unter anderem aufgrund der Lageentwicklung an der Ostfront wurde gegen Jahresende deutlich, dass eine gleichzeitige Besetzung Rumäniens (Margarethe II) aus Mangel an verfügbaren Truppen in nächster Zeit nicht durchführbar sein würde. Nach dem Bekanntwerden der Beschlüsse der Teheran-Konferenz (28. November bis 1. Dezember 1943) wurde auf deutscher Seite mit einer Invasion des Balkans nicht mehr gerechnet, was die Lage vorübergehend entspannte.
Im Februar 1944 ordnete Hitler die Durchführung des Unternehmens in der ersten Märzhälfte an. Die Leitung sollte beim Oberbefehlshaber Südost (Maximilian von Weichs) liegen. Je nach Situation sollten rumänische und slowakische Truppen an der Besetzung teilnehmen, wovon man jedoch später absah. Die Anfang März begonnene Frühjahrsoffensive der Roten Armee warf dann auch die ursprünglichen Planungen des OKW über den Haufen. Diese hatten vorgesehen, eine „Truppenverlegung“ über ungarisches Gebiet vorzutäuschen, um dann die wichtigsten Zentren des Landes zu besetzen. In der Folge entschied sich Hitler, Horthy zu einem Treffen am 18. März auf Schloss Klessheim bei Salzburg einzuladen. Dabei sollte dieser durch Einschüchterung veranlasst werden, der Stationierung deutscher Truppen in Ungarn und einem Regierungswechsel zuzustimmen. Horthy weigerte sich zwar, das ihm vorgelegte Protokoll zu unterschreiben, wurde jedoch in einem Vieraugengespräch mit Hitler überzeugt, dass Widerstand zwecklos war.
In den frühen Morgenstunden des 19. März, während der Rückreise der ungarischen Delegation, begannen die deutschen Truppen ihren Einmarsch. Die beteiligten Verbände waren das XXII. Gebirgs-Armeekorps (Hubert Lanz) aus Serbien und Slawonien, das LXIX. Armeekorps (Ernst Dehner) aus Kroatien, das LVIII. Reserve-Panzerkorps (Walter Krüger) aus dem Raum Wien und das LXXVIII. Armeekorps z. b. V. aus dem Raum Krakau. Von Weichs’ Chef des Stabes Hermann Foertsch koordinierte von Wien aus die Aktion.
Die Aktion war eine völlige Überraschung; sie verlief schnell und der Widerstand war sporadisch und nicht zu wirksam. Stellenweise fanden Kämpfe mit den einrückenden deutschen Truppen statt, so an der Donaubrücke von Újvidek durch das 16. Grenzjäger-Bataillon. 26 deutsche und ein ungarischer Soldat fielen. Weiterer Widerstand wurde aus Sopron, Győr, Székesfehérvár und vom Flughafen Ferihegy gemeldet. Bei den Kämpfen wurden etwa 50 deutsche und 10 ungarische Soldaten getötet. Einige deutsche Memoiren berichten, sie seien mit Blumen begrüßt worden. In den Einsatzbefehlen war die Entwaffnung der ungarischen Armee befohlen worden. Einige deutsche Einheiten führten diese auch durch, da man sie nicht rechtzeitig über die neue Situation informieren konnte. Der Chef der ungarischen Streitkräfte, Ferenc Szombathelyi, der mit in Klessheim gewesen war, hatte aus dem Zug angewiesen, die Deutschen als Verbündete zu begrüßen. Horthys Sonderzug wurde auf der Rückfahrt absichtlich mehrfach aufgehalten, so dass er bei seinem Eintreffen in Budapest von einer deutschen Ehrenformation begrüßt wurde.
Veesenmayer wurde Horthy auf der Rückreise von Dietrich von Jagow als neuer Reichsbevollmächtigter in Ungarn vorgestellt. Als Befehlshaber der deutschen Truppen in Ungarn wurde General Hans von Greiffenberg eingesetzt, der zuvor Militärattaché an der Budapester Botschaft gewesen war. Die Besetzung ging auch mit der Einsetzung Otto Winkelmanns als Höherer SS- und Polizeiführer für Ungarn einher. Für die geplante Deportation der ungarischen Juden wurde das Sondereinsatzkommando Eichmann aufgestellt. Dieses deportierte zwischen April und Juli 1944 knapp 440.000 ungarische Juden in die KZs und Vernichtungslager. Die Mehrzahl von ihnen wurde in Auschwitz ermordet. Nach Protesten neutraler Regierungen und des Papstes wurden die Deportationen eingestellt.
Zum neuen Regierungschef ernannte Horthy am 22. März nach längeren Verhandlungen – entgegen den ursprünglichen deutschen Wünschen – den bisherigen Gesandten in Deutschland, Döme Sztójay. In der Zwischenzeit waren bereits um die 3.000 als feindlich betrachtete Personen von den deutschen Sicherheitsbehörden verhaftet worden. Diese Aktion wurde persönlich von RSHA-Chef Kaltenbrunner koordiniert.
Zum endgültigen Bruch Horthys mit Hitler kam es im Herbst 1944, als Horthy sich persönlich für einen Waffenstillstand mit der Sowjetunion einsetzte, deren Streitkräfte zu diesem Zeitpunkt weit nach Ungarn vorgerückt waren. Nach dem Unternehmen Panzerfaust ließ Hitler Horthy internieren und setzte eine Pfeilkreuzler-Regierung unter Ferenc Szálasi ein.

## Margarethe II – die geplante Besetzung Rumäniens
Unternehmen Margarethe II war die geplante Besetzung Rumäniens für den Fall, dass die rumänische Regierung gegenüber der Sowjetunion kapitulieren sollte. Dies geschah tatsächlich anlässlich des Staatsstreichs am 23. August 1944.
Ab dem 20. August 1944 gelangen der Roten Armee große Erfolge bei einer Offensive gegen die Heeresgruppe Südukraine. Angesichts dieser wurde Marschall Antonescu am 23. August verhaftet und gegen Abend eine Rundfunkerklärung verlesen, in der Rumänien das Ende seines Kampfes gegen die Sowjetunion bekanntgab. Zwei Tage später erklärte Rumänien auf Druck Stalins Deutschland den Krieg. Die geplante deutsche Operation wurde indessen nicht durchgeführt.